# Tízoc-kő
A Tízoc-kő egy azték eredetű, nagy méretű, lapos henger alakú, faragott kőtárgy, amely ma a mexikóvárosi Nemzeti Embertani Múzeumban látható. Az aztékok idejében cuauhxicalliként szolgált, azaz olyan eszközként, amire szertartásaik során ráfektették a gladiátorharcban vesztes harcos testét, és kitépték a szívét.

## Leírása
A hengeres kő átmérője 265–270 cm, magassága 90–94 cm, tömege mintegy 9,5 tonna. Felső lapján és oldalán a birodalmi aztéknak nevezett stílusban készült faragott domborművek láthatók: fent egy, a Napot jelképező ábra, míg oldalán körbe 15, majdnem egyforma jelenet. Ezek mindegyike azt ábrázolja, amint a harci felszerelésbe, Vitzilopocstli istennek öltözött Tízoc azték uralkodó a hajánál fogva megmarkol egy másik embert. Ez a cselekedet Mezoamerika-szerte a foglyul ejtés jelképének számít, ezért a kövön ábrázolt jelenetek is tizenöt nép (vagy város, tartomány, királyság) meghódítását jelképezik. A tizenöt legyőzött harcos feje felett 15 különböző ábra látható, ezek a leigázott területek címerszerű jelképei.

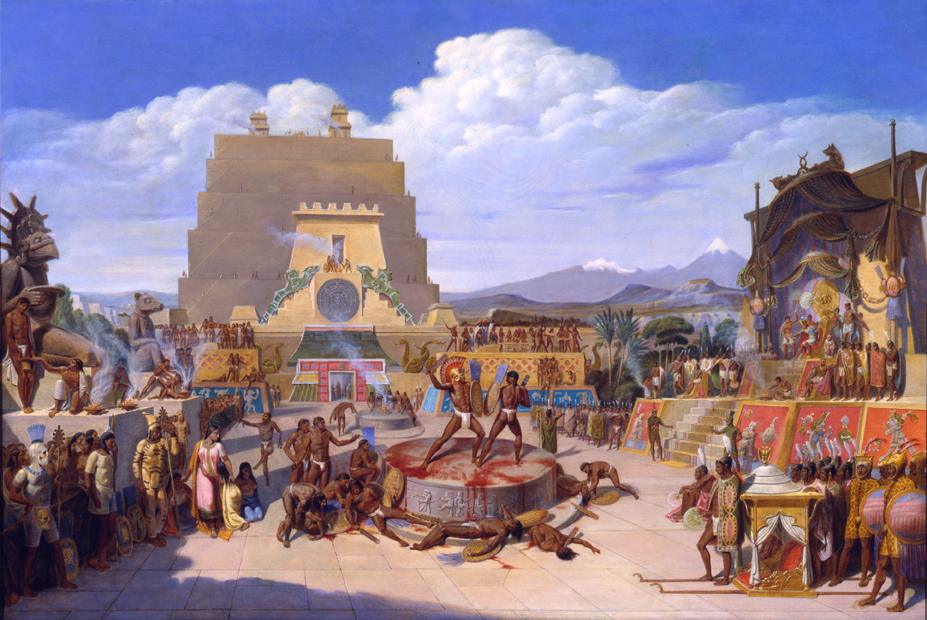
Jean-Frédéric Maximilien de Waldeck festménye egy elképzelt szertartásról: előtérben egy temalácatl, hátul egy cuauhxicalli

Maga a kő a tlahuahuanaliztlinek nevezett áldozati szertartás kelléke volt. Egy ilyen szertartás során két hasonló követ használtak: az első volt a temalácatl, amelynek tetejére felállítottak vagy felkötöztek egy rosszul felfegyverzett gladiátorharcost, akit ezután több, némelyik ábrázolás szerint jaguár- és sasruhába öltözött, erősebb fegyverrel rendelkező gladiátor megtámadott. A harcban megsebesülő vagy elpusztuló áldozatot ezután áttették a cuauhxicalli nevű kőre, ahol kitépték a szívét. A Tízoc-kő is egy ilyen cuauhxicalli volt, a tetején megfigyelhető vájat a vérfolyam levezetésére szolgált.

## Története
A kő az 1481 és 1486 között uralkodó Tízoc rendeletére készült, valószínűleg coyoacáni mesterek keze által. Először Tenocstitlan szakrális területének déli részén, a Sipe-Totek istennek szentelt Yopico-templom udvarában helyezhették el, ahol a tlahuahuanaliztlinek nevezett áldozati szertartás kellékeként használták, majd a város spanyol meghódítása során, ellentétben rengeteg építménnyel, nem pusztították el; valakik a föld alá temették. Diego Durán 1565 és 1570 között írt Historia de las Indias de Nueva España e islas de Tierra Firme című könyvében megemlíti, hogy nemrég kiástak egy ilyen követ az újonnan épülő, hatalmasra tervezett székesegyháznál, amely helyett végül néhány évvel később egy kisebbet építettek fel. A kő ezután több mint 60 évig a régi templom nyugati kapuja előtt állt, ahol bárki láthatta: több tudományos leírás is ekkor született róla. Később azonban ismét a föld alá került, de nem tudni, hogy szándékosan elásták, vagy az 1629-es áradás utáni, 1634-re befejezett földmunkák során temették be.
1791. december 17-én találtak rá újra, 42 centiméter mélységben, felső oldalával lefelé fordítva. Néhány nappal később Mexikóváros vezetője azzal a kérelemmel fordult a székesegyház espereséhez, hogy találjon neki megfelelő helyet, ahol a szintén nemrég megtalált azték napkőhöz hasonlóan kiállíthatják. A válasz azonban elutasító volt, ezért a követ 1793. szeptember 3-án újra eltemették, de ezúttal úgy, hogy felső része a talajjal egy szintben helyezkedjen el. Sokáig így is maradt: ebből az időből származik a kő felületének kopása, megrongálódása. 1824. november 10-én ismét áthelyezték, ezúttal az egyetem (ma már nem létező) épületének udvarának sarkába. A következő évben Guadalupe Victoria rendeletére ebben az épületben nyílt meg a Mexikói Nemzeti Múzeum. Bár 1866-ban Miksa császár elrendelte a múzeum átköltöztetését az egykori pénzverde épületébe, a Tízoc-követ csak 1873-ban helyezték át, méghozzá egy pálmafákkal díszített belső udvar közepére. 1883-ban hozták létre az épület hátsó részében a monolitok galériáját, amelynek a kő a nyugati szélére került. A monolitok költözése több évig tartott, 1886 augusztusában ért véget, a galériát pedig 1887. szeptember 16-án avatta fel Porfirio Díaz elnök. Legújabb helye a Mexikói Nemzeti Embertani Múzeum azték terme: itt 1964. szeptember 17-én avatta fel Adolfo López Mateos elnök.

## Képek
A kő oldalán található domborművekről 1836-ban készült ábrázolás: